# 横浜神奈川郵便局
横浜神奈川郵便局（よこはまかながわゆうびんきょく）は、神奈川県横浜市神奈川区に存在した郵便局である。

## 概要
住所：〒221-9699　神奈川県横浜市神奈川区新浦島町2-1-10
郵便事業専門の無集配普通郵便局・地域区分局「横浜郵便集中局」として開局、民営化に際し名称を「横浜神奈川支店」に改称したが、2社統合に伴い名称を「横浜神奈川郵便局」に改称した。

## 沿革
- 1982年（昭和57年）5月31日 - 横浜郵便集中局として開局。郵便番号上2桁が22から24までの地域の地域区分局業務を横浜中央郵便局より移管され受け持つ。
- 1995年（平成7年）3月27日 - 郵便番号を234から221-96に変更[1][2]。
- 1999年（平成11年）6月28日 - 郵便番号上2桁が24地域の地域区分局業務を、同日開局した綾瀬郵便局へ移管。
- 2007年（平成19年）10月1日 - 民営化に伴い郵便事業株式会社の支店となり、名称を横浜神奈川支店に改称。
- 2009年（平成21年）10月1日 - 「JPエクスプレス神奈川統括支店神奈川広域支店(横浜)」を併設し、概ね郵便番号上2桁が21~23の地域で、JPEXの直轄拠点のない地域に於けるペリカン便の集配業務を受託を開始。概ね郵便番号上2桁が24,25の地域については、郵便事業綾瀬支店に「JPエクスプレス神奈川統括支店神奈川広域支店(綾瀬)」を併設し、神奈川広域支店を2拠点体制とした。
- 2010年（平成22年）4月1日 - 相模原市の政令指定都市化と同時に相模原市に所在する2支店と座間市に所在する座間支店の統括業務を綾瀬支店に移管し、両市の郵便番号も変更。
- 2012年（平成24年）10月1日 - 郵便事業株式会社と郵便局株式会社の統合に伴い日本郵便株式会社の郵便局となり、名称を横浜神奈川郵便局に改称。
- 2014年（平成26年）2月16日 - 廃止[3]（区分局機能は川崎東郵便局へ、集配局機能は横浜中央郵便局へそれぞれ統合）。
- 2015年（平成27年）3月23日 - 同地旧局舎を改修し神奈川郵便局を開局[4]。

## 郵便区・例外区域
221-96xx

## 区分管轄区域
- 区分管轄区域は以下の通りである。（数字は郵便番号の上2桁）
  - 「22」（神奈川県横浜市の内、西区、神奈川区、港北区、都筑区、青葉区、緑区）
  - 「23」（神奈川県横浜市の内、鶴見区、中区、南区、港南区、磯子区、金沢区と、三浦市、「24」地域を除いた横須賀市）

## 取扱業務
専用の冷凍車を保有している数少ない支店でもある。
- チルドゆうパック
- 冷凍ゆうパック

### 取り扱わない業務
郵便事業専門の郵便局であるため、ゆうちょ銀行およびかんぽ生命保険の業務は利用できない。ATMは、かつて横浜市西区・神奈川区を管轄する集配普通局である横浜中央郵便局の出張所として設置されていたが、民営化に伴い、2007年（平成19年）8月末をもって撤去された。なお、最寄りのATMはテクノウェイブ100ビル内郵便局である。